# 1348 en santé et médecine
| Années de la santé et de la médecine : 1345 - 1346 - 1347 - 1348 - 1349 - 1350 - 1351    |
| Décennies de la santé et de la médecine : 1310 - 1320 - 1330 - 1340 - 1350 - 1360 - 1370 |

Cet article présente les faits marquants de l'année 1348 en santé et médecine.

## Événements
- Janvier-septembre : la peste noire a atteint Pise et Venise en janvier, la Palestine en juin, Alexandrie et Le Caire en septembre, et a gagné en un an tout le pourtour de la Méditerranée avant d'envahir l'Europe entière[1].
- 30 mars : le Grand Conseil de Venise institue une magistrature de trois sages qui sont chargés de veiller sur la santé de la population[2].
- Août-novembre : la peste ravage la Bourgogne ; à Givry par exemple, « six cent quinze personnes ont succombé, peut-être autant, en moins de quatre mois, que dans les vingt années précédentes[3] ».
- Charles IV, roi des Romains et roi de Bohême, charge son médecin Walter d'organiser les cours de médecine, de physique et des autres arts à l'université de Prague, dont il vient de confirmer la fondation[4].
- Alors que d'autres médecins fuient la ville d'Avignon ravagée par la peste, Guy de Chauliac s'y dévoue. Il distingue la peste bubonique et la peste pneumonique[5].
- Fondation de l'hôpital du Saint-Sépulcre à Annecy, en Savoie[6].
- Fondation de l'hôpital neuf de Lutry, en pays de Vaud[7].
- Un hôpital des pauvres est attesté à Dargoire, en pays de Jarez[8].
- Première mention à Kaiserslautern, dans la principauté de Trèves en Allemagne, d'une léproserie située face à la forteresse, à l'emplacement de l'actuelle église des Apôtres (de)[9].

## Publication
- Octobre : la faculté de médecine de Paris publie les conclusions de sa consultation sur la peste sous forme d'un Compendium de epidimia « resté célèbre : plus de vingt-cinq manuscrits, répandus en Europe occidentale, en attestent le retentissement[10] ».

## Décès

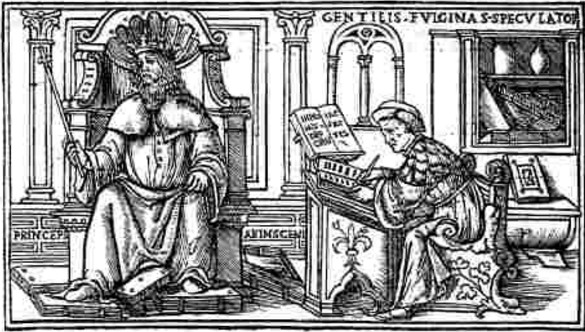
Gentile da Foligno
commente Avicenne

- 18 juin : Gentile da Foligno (né vers 1280-1290), médecin et philosophe italien[12].
- 21 juin : Jean Sepete (né à une date inconnue), médecin, un des témoins de la rédaction du testament de Gasbert de Valle, archevêque de Narbonne[13].
- Avant le 4 juillet : Jean de Penna (né à une date inconnue), médecin originaire de Naples ou de La Penne dans le comté de Nice, qui, en 1344, aurait été induit par tromperie à porter un faux diagnostic de grossesse sur Agnès de Périgord, duchesse de Durazzo, « qu'on fit périr en lui administrant un lavement empoisonné[14] ».
- Bernat de Berriac (né vers 1270), médecin catalan, traducteur de la Chirurgia de Théodoric, archiatre des rois de Majorque Sanche Ier et Jacques III[15].
- Filippo d'Arezzo (né à une date inconnue), médecin sans doute actif à Sienne en Italie, auteur d'un Sermo de conservatione sanitatis (« Sur la conservation de la santé ») adressé au juriste Rainero Pagliaresi, et d'un Sermo de conservatione sanitatis oculorum (« Sur la conservation de la santé des yeux[16] »).
- Pierre Augerii (né à une date inconnue), chirurgien actif de 1339 à sa mort à la cour d'Avignon, sous les papes Benoît XII et Clément VI[14].